# The Batman vs. Dracula
The Batman vs. Dracula is een Amerikaanse animatiefilm uit 2005 gebaseerd op de televisieserie The Batman. De film heeft een grimmigere ondertoon dan de serie. De film kwam uit als direct-naar-video op 18 oktober 2005, en maakte zijn tv-debuut op Cartoon Network's Toonami block op 22 oktober, 2005. De dvd uitgave van de film viel samen met die van Batman Begins.

## Verhaal
In het Arkham Asylum krijgt de Penguin van een andere gevangene te horen dat er een grote hoeveelheid geld is verborgen in een crypte op het Gotham kerkhof. De gevangene heeft deze informatie ook aan de Joker gegeven. De Joker ontsnapt meteen na het horen van dit nieuws, en de Penguin gebruikt de verwarring die ontstaat om ook uit te breken.
De Penguin ontmoet de Joker terwijl die op weg is naar het kerkhof en ze maken een deal om samen het geld te bemachtigen. De Joker laat echter geen kans onbenut om de Penguin te bedriegen en schakelt hem uit met een van zijn Joy Buzzers. Dan duikt ook Batman op. Terwijl de Joker en Batman vechten haast de Penguin zich naar het kerkhof, maar hij kan niet ontdekken in welke crypte het geld ligt. Batman slaat de Joker neer waarna die in het water valt en geëlektrocuteerd wordt door zijn eigen Joy Buzzer.
Op het kerkhof vindt de Penguin een crypte en opent een doodskist die hij hierin vindt. Hierbij snijdt hij per ongeluk zijn hand aan het mes in zijn paraplu, en een paar bloeddruppels vallen op het lijk in de kist. Terwijl de Penguin de crypte verlaat omdat hij het geld niet kan vinden, komt het lijk langzaam tot leven. De Penguin hoort het lijk en ziet Graaf Dracula oprijzen. Dracula verandert al snel een van de nachtwakers op het kerkhof in een vampier, en hypnotiseert de Penguin tot een van zijn dienaren. Dracula onthult dat zijn lijk vermoedelijk naar Amerika is gebracht vanuit Transsylvanië.
Bruce Wayne heeft een interview met Vicki Vale in een restaurant. Wanneer hij later als Batman door de stad patrouilleert ziet hij de in een vampier veranderde nachtwaker, die zojuist een vrouw en een crimineel ook in vampieren heeft veranderd. Batman kan het vampiertrio niet aan en moet vluchten. Ondertussen heeft Dracula zich gevoed met meer bloed, en wil van Gotham een vampierstad maken.
Onder de naam Alucard gaat Dracula naar een feest waar Bruce en Vicki ook zijn uitgenodigd. Dracula hypnotiseert Bruce en beveelt hem naar buiten te gaan zodat Dracula hem kan bijten. Dit plan mislukt door tussenkomst van Alfred, die Bruce uit zijn trance laat ontwaken. Bruce ontdekt al snel hierna wie Alucard werkelijk is.
Na een intens onderzoek in de Batcave begint Batman te beseffen dat veel van de legendes rondom Dracula werkelijk zijn gebeurd. In plaats van alle mensen die Dracula reeds in vampieren heeft veranderd te vernietigen, besluit Bruce een manier te zoeken om ze weer normaal te maken.
Meer en meer mensen verdwijnen in Gotham en Batman krijgt hier de schuld van. Batman volgt ondertussen het spoor van de verdwijningen, dat leidt naar het kerkhof. Alfred hangt het hele landhuis van Bruce vol met heilige voorwerpen en knoflook om de vampieren buiten te houden, en past tevens Batman’s arsenaal aan. Die nacht confronteert Batman Dracula op een dak. Dracula is duidelijk onder de indruk van Batman en biedt hem een kans op onsterfelijkheid, maar hij weigert en probeert de vampier te verslaan. Dracula is te sterk voor Batman, maar moet zich terugtrekken wanneer de zon opkomt.
Ondertussen is de Joker hersteld van zijn ongeluk en arriveert bij het kerkhof. Hij betreedt eveneens Dracula’s crypte, en wordt ook door de vampier gebeten. Batman treft de Vampierjoker niet veel later aan in een bloedbank, en schakelt hem uit met knoflookbommen. Hij brengt de verdoofde Joker naar de Batcave waar hij zijn geneesmiddel aan het maken is. Tevens probeert Batman via de Joker de schuilplaats van Dracula te ontfutselen. Hoewel de Joker een grote hekel aan Dracula heeft, kan hij de schuilplaats niet onthullen omdat hij een vampier is en Dracula volledig controle over hem heeft. Batman maakt zijn tegengif voor het vampirisme af en test het succesvol op de Joker. Vervolgens kan hij aan de hand van de Jokers herinneringen Dracula’s schuilplaats achterhalen, en maakt een grote hoeveelheid serum.
In de crypte neemt Dracula de as van zijn voormalige vrouw Carmilla. Hij wil haar ziel overplaatsen in het lichaam van Vicki. Batman betreedt de crypte en ontdekt een catacombe eronder. Hij dringt de catacombe binnen en geneest alle aanwezige vampieren. Tevens kan hij Vicki redden voordat het ritueel voltooid is, en neemt haar mee terug naar de Batcave, achtervolgd door Dracula. In de Batcave vindt de laatste confrontatie plaats, waarbij Batman Dracula vernietigt met een apparaat dat zonlicht kan opslaan.
Nu Dracula weg is wordt de Penguins hypnose verbroken. Hij vindt eindelijk het goud in de crypte, maar wordt door de politie aangehouden. De politie denkt dat de Penguin het meesterbrein achter alle verdwijningen was, en de Penguin kan hen niet overtuigen dat in werkelijkheid vampieren achter alles zaten.

## Rolverdeling
| Acteur                   | Personage                      |
| ------------------------ | ------------------------------ |
| Rino Romano              | Bruce Wayne / Batman           |
| Peter Stormare           | Graaf Dracula                  |
| Tara Strong              | Vicki Vale                     |
| Tom Kenny                | Oswald Cobblepot / the Penguin |
| Kevin Michael Richardson | de Joker                       |
| Alastair Duncan          | Alfred Pennyworth              |

## Citaten
- Dracula: (na in brand te zijn gestoken door het zonlicht) You're Bruce Wayne.
Batman I'm the Batman...and you're dust.
- Vampire Joker: (tegen Batman) Why do you torment me, Batsy? I thought you cared.
Batman: Trust me, Joker. I'm trying to help you.
Vampire Joker: THEN, FEED ME!!
- Vampire Joker: Thirsty! Burning up inside! I CAN'T TAKE IT ANYMORE!!!
- Vampire Joker: (tegen Batman, na in een vampier te zijn veranderd door Dracula) You're the second Batman I've met tonight and you're both a pain in the neck!
- Batman: Don't get caught in the rain without your straightjacket.
Joker: Batsy, (trekt twee vlijmscherpe speelkaarten) you're such a card.
- Batman: No more games Joker! Where's Dracula?
Joker: I'm looking at him.
- Joker: (tegen Penguin) By the way, who knew that the electro-shock therapy could be so vigorating? It doesn't matter, its all water under the bridge now, because Joker's back from the grave.
- Joker: Nice hideout you got here, Pengy. Dripping with atmosphere.
Penguin: I'm warning you, Joker! There's nothing here for you!
- Penguin: (wanneer een vampier hem aanvalt:) Dead guys don't do that!
Dracula: Not dead. Undead.
Penguin: I think I need to unwet my pants.

## Achtergrond
De film werd ook opgenomen in de stripreeks horend bij de “The Batman” animatieserie.
Het verhaal van de film is mogelijk geïnspireerd door de graphic novel Batman & Dracula: Red Rain door Doug Moench, Kelley Jones, en Malcolm Jones III.